# Anna Saur
Anna Henriette Wilhelmine Friederike Saur (* 11. Februar 1868 in Schönberg; † 17. Juli 1940 in Neubrandenburg) war eine deutsche Landschafts- und Porträtmalerin.

## Leben

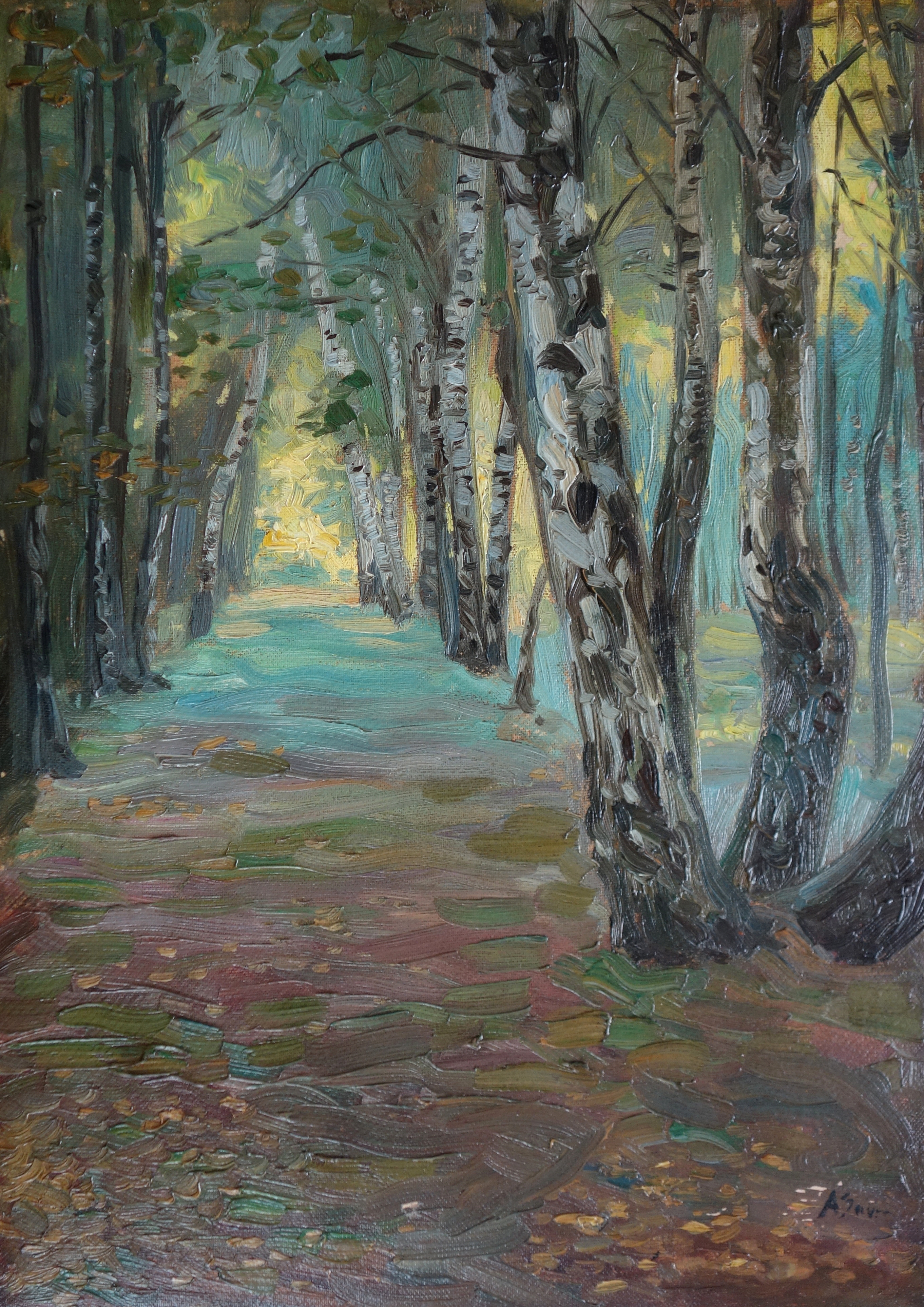
Anna Saur: Waldlichtung in Worpswede, Öl auf Malpappe, zwischen 1890 und 1910

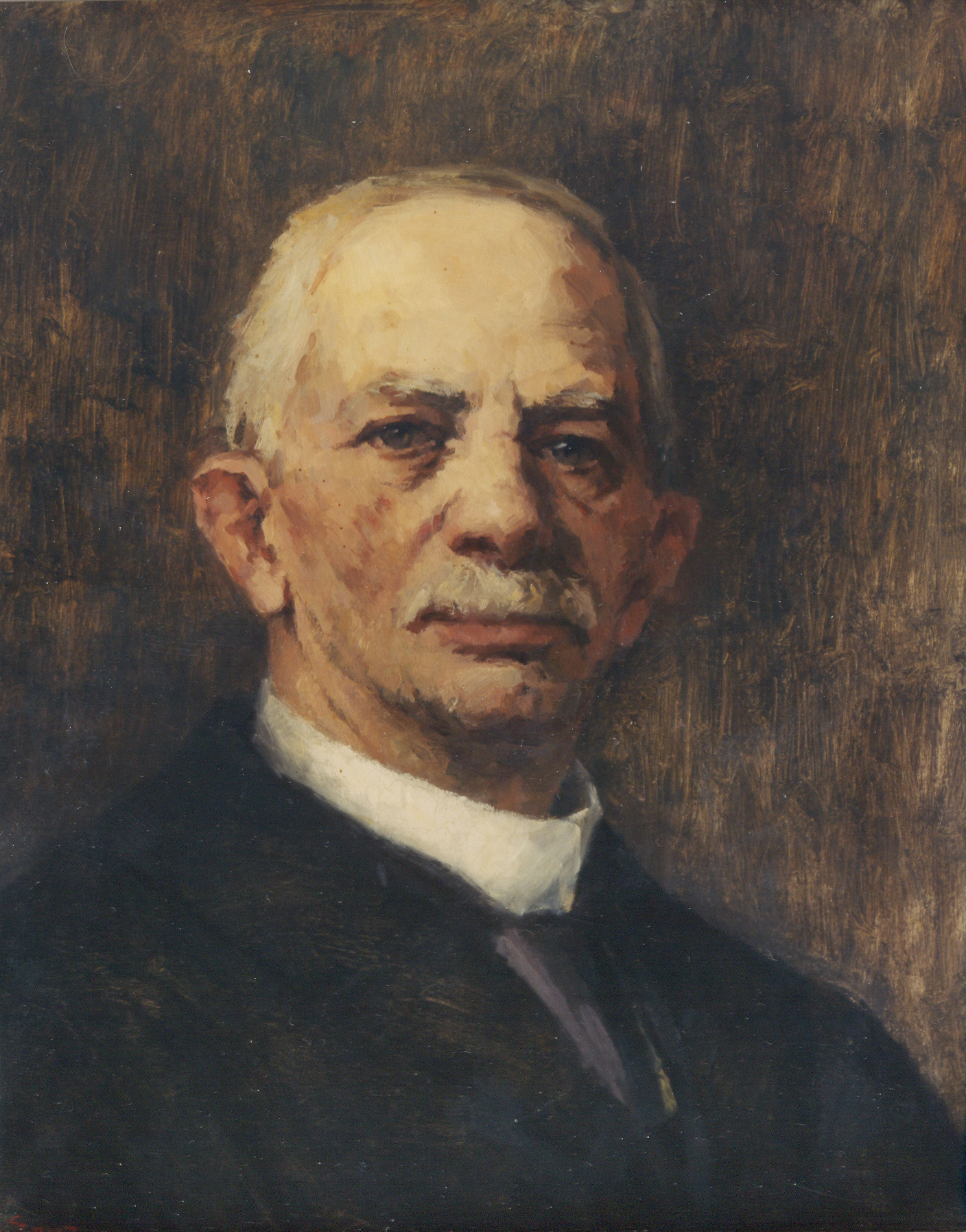
Anna Saur: Robert Praefcke, um 1905

Anna Saur war ältestes von vier Kindern des Juristen (Karl) Wilhelm (August) Saur (1828–1896), Justizbeamter im (Teil-)Großherzogtum Mecklenburg-Strelitz, und dessen Frau Helene, geb. Rickmann (1842–1938). Sie wuchs in Schönberg und (ab 1881) in Neubrandenburg auf. Ihre Ausbildung begann sie zu einer Zeit, als Frauen an den Kunstakademien noch nicht zugelassen waren und diese nur durch privaten Unterricht zu erreichen war. Sie studierte in Berlin bei den Malern Paul Schultze-Naumburg, Karl Storch (d. Ä.) und Leo von König von der Unterrichtsanstalt des Kunstgewerbemuseums. Ab 1900 lebte sie als freiberufliche Malerin mit ihrer Mutter in Neubrandenburg. Sie war 1920 Gründungsmitglied des Neubrandenburger Kunstvereins.
Hauptmotive ihres Schaffens waren die Städte und die nähere mecklenburgische Landschaft, wie der Tollensesee, Burg Stargard, Neubrandenburg, Friedland oder Güstrow. Studienreisen führten sie zweimal auf die Insel Hiddensee, wo sie mit der „Inselmalerin“ Elisabeth Büchsel eng befreundet war. Zwischen 1908 und 1929 war sie als gefragte Landschafts- und Porträtmalerin auf mehreren Ausstellungen vertreten, etwa in Lübeck, Berlin, Neubrandenburg und in Hannover, hier zusammen mit Max Liebermann. Nach 1940 geriet ihr Werk in Vergessenheit, ihre Gemälde und Grafiken befinden sich überwiegend im Familienbesitz. Saur blieb unverheiratet und kinderlos.

## Werke (Auswahl)
- Porträt von Robert Praefcke, um 1905
- Stargarder Tor mit Mond
- Stadtmauer mit Wiekhäusern am Treptower Tor
- Seeufer mit Marienkirche
- Steilküste mit Kreidefelsen
- Steine am Meer
- Bauernmädchen in traditioneller Tracht
- Damenporträt mit Hut
- Hinterste Mühle 1910
- Aus einem mecklenburgischen Städtchen 1910
- Dünenlandschaft bei Prerow 1927[1]
- Stargard i. M. Radierung, 1932[2]

## Ausstellungen
- Sonaten der Farbe: Malerinnen 1900–1950 : Anna Saur (1868–1940), Elisabeth Büchsel (1867–1957), Helene Dolberg (1881–1979), Marie Hager (1872–1947), Sella Hasse (1878–1963). Eine Ausstellung der Stiftung Mecklenburg in Zusammenarbeit mit dem Schleswig-Holstein-Haus Schwerin, 30. April – 28. Juni 2015
- Anna Saur 1868–1940. Kunstsammlung Neubrandenburg, 18. Juni – 25. September 2005